# حق به شهر
حق به شهر مفهومی و شعاری است که بر ضرورت شمول (inclusivity)، دسترسی‌پذیری و دموکراسی در فضاهای شهری تأکید دارد. این ایده نخستین بار توسط فیلسوف فرانسوی، آنری لوفور، در کتاب 1968 با عنوان Le Droit à la Ville (حق به شهر به زبان فرانسوی)  مطرح گردید. لوفور در این کتاب استدلال می‌کند که فضای شهری نباید صرفاً تحت سلطه نیروهای بازار، مانند کالا‌یی‌سازی و سرمایه‌داری باشد، بلکه باید توسط شهروندانی که در آن زندگی می‌کنند، شکل گیرد و اداره شود.
مفهوم «حق به شهر» توسط مجموعه‌ای از جنبش‌های اجتماعی و کنشگران شهری در سراسر جهان مورد استفاده قرار گرفته و به عنوان شعاری برای عدالت اجتماعی بیشتر و دموکراسی در محیط شهری به‌کار می‌رود. «حق به شهر» می‌تواند طیفی از مطالبات را در بر بگیرد، از جمله: درخواست برای مسکن یارانه‌ای دولتی، دسترسی به فضاهای عمومی، مشارکت در حکمرانی شهری، و قوانینی علیه جابجایی اجباری و فرایند اعیانی‌سازی (به انگلیسی Gentrification). تمام این مطالبات با هدف مقابله با نابرابری‌های فضایی در مناطق شهری مطرح می‌شوند.
لوفور این ایده را به‌طور خلاصه چنین بیان می‌کند: «درخواستی برای دسترسی متحول‌شده و نو به زندگی شهری.»
دیوید هاروی، جغرافیادان و نظریه‌پرداز اجتماعی که سهم بسیاری در گسترش و استفاده از مفهوم حق به شهر دارد،  آن را این‌گونه توصیف می‌کند:
«حق به شهر بسیار فراتر از آزادی فردی برای دسترسی به منابع شهری است؛ این حقی است برای دگرگون‌کردن خودمان از طریق دگرگون‌کردن شهر. افزون بر این، این حق، حقی جمعی است نه فردی، چراکه این دگرگونی ناگزیر وابسته به اعمال قدرتی جمعی برای بازآفرینی فرایندهای شهری‌سازی است. آزادی برای ساختن و بازساختن شهرها و خودمان، به باور من، یکی از ارزشمندترین و در عین حال یکی از نادیده‌گرفته‌شده‌ترین حقوق بشر ماست.»